# الينا زافارزينة
الينا زافارزينة (بالروسية: Заварзина, Алёна Игоревна)‏:هي متزلجة على الثلج من روسيا من مواليد (27 مارس 1989) في مدينة نوفوسيبيرسك. لعبت للمنتخب الروسي للتزلج على الثلج في الاولمبياد الشتوي سنة 2010 و حصلت على المرتبة السابعة عشر. و لكن بعد سنة شاركت زافارزينة في بطولة العالم للتزلج على الثلج لسنة 2011 في مدينة تيلوريد, كولورادو الأمريكية.

## روابط خارجية
- الينا زافارزينة على موقع الاتحاد الدولي للتزلج (ركوب لوح الثلج) (الإنجليزية)
- الينا زافارزينة على موقع اللجنة الأولمبية الدولية (الإنجليزية)
- الينا زافارزينة على موقع أوليمبيديا (الإنجليزية)